# Peter Emmrich (Mediziner, November 1938)
Peter Emmrich (* 21. November 1938; † 16. März 2011) war ein deutscher Pädiater.

## Leben
Nach dem Medizinstudium in Bonn und Innsbruck absolvierte Emmrich von 1966 bis 1970 seine Facharztausbildung in Mainz, wo er sich 1971 habilitierte und die Leitung des seinerzeit bundesweit einmaligen Schwerpunkts Pädiatrische Intensivmedizin und Neonatologie an der Universität Mainz übernahm.
Emmrich war ab 1. Mai 1983 Ordinarius für Pädiatrie an der Medizinischen Fakultät der TU München. Gleichzeitig leitete er als Chefarzt die Kinderklinik des städtischen Krankenhauses Schwabing. Zum 30. September 2001 wurde er emeritiert.
Peter Emmrich war verheiratet und hatte drei Kinder.